# 門通 (印第安納州)
門通（英語：Mentone）是一個位於美國印第安納州科西阿斯科縣的城鎮。

## 人口
根據2010年美國人口普查的數據，門通的面積為1.54平方千米，當中陸地面積為1.51平方千米，而水域面積為0.03平方千米。當地共有人口1001人，而人口密度為每平方千米650人。